# Велика Британія на зимових Олімпійських іграх 1964
Велика Британія брала участь у Зимових Олімпійських іграх 1964 року в Інсбруку (Австрія). Збірну країни представляли 36 спортсменів (27 чоловіків та 9 жінок). Прапороносцем на церемонії відкриття Олімпіади став санкар Кіт Шелленберг. Країна удев'яте взяла участь у зимовій Олімпіаді. 
Британські спортсмени здобули одну золоту медаль у бобслеї. Чемпіонами стали дует Робін Діксон і Тоні Неш.

## Медалісти
| Медаль | Ім'я                  | Вид спорту | Дисципліна        |
| ------ | --------------------- | ---------- | ----------------- |
| Золото | Робін Діксон Тоні Неш | Бобслей    | двійки (чоловіки) |

## Спортсмени
Кількість спортсменів, що взяли участь в Іграх, за видами спорту.
| Вид спорту          | Чоловіки | Жінки | Загалом |
| ------------------- | -------- | ----- | ------- |
| Біатлон             | 4        | 0     | 4       |
| Бобслей             | 8        | 0     | 8       |
| Гірськолижний спорт | 5        | 5     | 10      |
| Ковзанярський спорт | 3        | 0     | 3       |
| Лижні перегони      | 5        | 0     | 5       |
| Санний спорт        | 2        | 0     | 2       |
| Фігурне катання     | 2        | 3     | 5       |
| Загалом             | 27       | 9     | 36      |

## Біатлон
На Олімпіаді Велику Британію представляли четверо біатлоністів, що змагалися в одній дисципліні — індивідуальній гонці на 20 км (інших змагань з біатлону на цій Олімпіаді не проводилось). Найкращий результат показав Джон Дент, фінішувавши 29-м, найгірший — Родерік Так (43-є місце) серед 51 учасників.
| Дисципліна                           | Спортсмен   | Час       | Пенальті | Розрахунковий час1 | Місце |
| ------------------------------------ | ----------- | --------- | -------- | ------------------ | ----- |
| 20 км індивідуальна гонка (чоловіки) | Родерік Так | 1'33:55.5 | 9        | 1'51:55.5          | 43    |
| 20 км індивідуальна гонка (чоловіки) | Джон Мур    | 1'27:49.4 | 10       | 1'47:49.4          | 40    |
| 20 км індивідуальна гонка (чоловіки) | Алан Нотлі  | 1'36:10.3 | 5        | 1'46:10.3          | 37    |
| 20 км індивідуальна гонка (чоловіки) | Джон Дент   | 1'30:27.2 | 3        | 1'36:27.2          | 29    |

1 За кожну пропущену мішень додавалося дві штрафні хвилини

## Бобслей
Велику Британію на цих Іграх представляли 8 бобслеїстів, що змагалися у двох дисциплінах: по дві команди у парних болідах та у четвірках. Чемпіонами стали дует Робін Діксон і Тоні Неш. Вони виграли змагання після того, як італійський бобслеїст Еудженіо Монті позичив їм болт осі, який фінішував третім, але отримав першу медаль Де Кубертена за спортивну майстерність. Інший дует, Білл МакКоуен та Ендрю Геджес, стали 16-ми (серед 21 учасника). У четвірках британські боліди стали 12 і 13 серед 18 учасників.
| След  | Спортсмени                                         | Дисципліна          | Заїзд 1 | Заїзд 1 | Заїзд 2 | Заїзд 2 | Заїзд 3 | Заїзд 3 | Заїзд 4 | Заїзд 4 | Всього  | Всього |
| След  | Спортсмени                                         | Дисципліна          | Час     | Місце   | Час     | Місце   | Час     | Місце   | Час     | Місце   | Час     | Місце  |
| ----- | -------------------------------------------------- | ------------------- | ------- | ------- | ------- | ------- | ------- | ------- | ------- | ------- | ------- | ------ |
| GBR-1 | Тоні Неш Робін Діксон                              | двійки (чоловіки)   | 1:05.53 | 2       | 1:05.10 | 2       | 1:05.39 | 3       | 1:05.88 | 1       | 4:21.90 | 1      |
| GBR-2 | Білл МакКоуен Ендрю Геджес                         | двійки (чоловіки)   | 1:07.47 | 15      | 1:07.73 | 15      | 1:06.52 | 9       | 1:08.95 | 18      | 4:30.67 | 16     |
| GBR-1 | Тоні Неш Гай Ренвік Девід Льюїс Робін Діксон       | четвірки (чоловіки) | 1:04.56 | 12      | 1:05.07 | 16      | 1:04.64 | 9       | 1:05.13 | 12      | 4:19.40 | 12     |
| GBR-2 | Білл МакКоуен Робін Віддоуз Робін Сіл Ендрю Геджес | четвірки (чоловіки) | 1:04.49 | 11      | 1:04.68 | 14      | 1:05.53 | 15      | 1:04.73 | 9       | 4:19.43 | 13     |

## Гірськолижний спорт
У гірськолижних змаганнях брали участь 10 британських спортсменів (5 чоловіків та 5 жінок) у 6 дисциплінах. Найкращий результат показала Джина Гаторн, яка зайняла 16 місце у швидкісному спуску.
| Спортсмен               | Дисципліна                    | Спуск 1         | Спуск 1 | Спуск 2 | Спуск 2 | Всього          | Всього |
| Спортсмен               | Дисципліна                    | Час             | Місце   | Час     | Місце   | Час             | Місце  |
| ----------------------- | ----------------------------- | --------------- | ------- | ------- | ------- | --------------- | ------ |
| Джонатан Тейлор         | швидкісний спуск (чоловіки)   |                 |         |         |         | не фінішував    | –      |
| Чарльз Палмер-Томкінсон | швидкісний спуск (чоловіки)   |                 |         |         |         | 2:39.97         | 56     |
| Чарльз фон Вестенгольц  | швидкісний спуск (чоловіки)   |                 |         |         |         | 2:36.12         | 50     |
| Джон Рігбі              | швидкісний спуск (чоловіки)   |                 |         |         |         | 2:34.32         | 44     |
| Чарльз Палмер-Томкінсон | гігантський слалом (чоловіки) |                 |         |         |         | дискваліфікація | –      |
| Чарльз фон Вестенгольц  | гігантський слалом (чоловіки) |                 |         |         |         | не фінішував    | –      |
| Пірс Вестенгольц        | гігантський слалом (чоловіки) |                 |         |         |         | 2:17.10         | 59     |
| Джон Рігбі              | гігантський слалом (чоловіки) |                 |         |         |         | 2:07.92         | 42     |
| Анна Ашешова            | швидкісний спуск (жінки)      |                 |         |         |         | 2:05.41         | 38     |
| Таня Гілд               | швидкісний спуск (жінки)      |                 |         |         |         | 2:04.82         | 35     |
| Дівіна Галіца           | швидкісний спуск (жінки)      |                 |         |         |         | 2:04.10         | 30     |
| Джина Гаторн            | швидкісний спуск (жінки)      |                 |         |         |         | 2:02.20         | 16     |
| Венді Фаррінгтон        | гігантський слалом (жінки)    |                 |         |         |         | дискваліфікація | –      |
| Джина Гаторн            | гігантський слалом (жінки)    |                 |         |         |         | 2:02.61         | 27     |
| Джейн Гіссінг           | гігантський слалом (жінки)    |                 |         |         |         | 2:01.66         | 24     |
| Дівіна Галіца           | гігантський слалом (жінки)    |                 |         |         |         | 2:00.79         | 23     |
| Дівіна Галіца           | слалом (жінки)                | дискваліфікація | –       | –       | –       | дискваліфікація | –      |
| Джина Гаторн            | слалом (жінки)                | дискваліфікація | –       | –       | –       | дискваліфікація | –      |
| Таня Гілд               | слалом (жінки)                | 52.03           | 26      | 56.40   | 23      | 1:48.43         | 21     |
| Джейн Гіссінг           | слалом (жінки)                | 49.70           | 19      | 54.48   | 20      | 1:44.18         | 17     |

| Спортсмен          | Дисципліна        | Кваліфікація | Кваліфікація | Кваліфікація | Кваліфікація | Фінал      | Фінал      | Фінал      | Фінал      | Фінал      | Фінал      |
| Спортсмен          | Дисципліна        | Час 1        | Місце        | Час 2        | Місце        | Час 1      | Місце      | Час 2      | Місце      | Разом      | Місце      |
| ------------------ | ----------------- | ------------ | ------------ | ------------ | ------------ | ---------- | ---------- | ---------- | ---------- | ---------- | ---------- |
| Джон Рігбі         | слалом (чоловіки) | 1:12.16      | 68           | 1:02.45      | 35           | не пройшов | не пройшов | не пройшов | не пройшов | не пройшов | не пройшов |
| Джонатан Тейлор    | слалом (чоловіки) | 1:08.73      | 64           | 1:01.33      | 29           | не пройшов | не пройшов | не пройшов | не пройшов | не пройшов | не пройшов |
| Пірс Вестенгольц   | слалом (чоловіки) | 1:05.12      | 54           | 1:01.89      | 31           | не пройшов | не пройшов | не пройшов | не пройшов | не пройшов | не пройшов |
| Чарльз Вестенгольц | слалом (чоловіки) | 1:01.96      | 50           | 1:00.99      | 28           | не пройшов | не пройшов | не пройшов | не пройшов | не пройшов | не пройшов |

## Ковзанярський спорт
На Іграх країну представляли 3 ковзанярів у 4 дисциплінах. Хороші результати показав Террі Малкін, який фінішував 8-м на дистанції 10000 метрів та 11-м на дистанції 1500 м.
| Дисципліна         | Спортсмен    | Час     | Місце |
| ------------------ | ------------ | ------- | ----- |
| 500 м (чоловіки)   | Томас Довсон | 45.2    | 44    |
| 500 м (чоловіки)   | Террі Малкін | 42.6    | 27    |
| 1500 м (чоловіки)  | Томас Довсон | 2:26.4  | 49    |
| 1500 м (чоловіки)  | Тоні Буллен  | 2:23.7  | 45    |
| 1500 м (чоловіки)  | Террі Малкін | 2:13.3  | 11    |
| 5000 м (чоловіки)  | Тоні Буллен  | 8:12.4  | 22    |
| 5000 м (чоловіки)  | Террі Малкін | 7:59.4  | 16    |
| 10000 м (чоловіки) | Тоні Буллен  | 17:19.8 | 28    |
| 10000 м (чоловіки) | Террі Малкін | 16:35.2 | 8     |

## Лижні перегони
У лижних перегонах Олімпіади-64 змагалися 5 британців у трьох дисциплінах. На дистанції 15 км змагалися четверо лижників, що зайняли від 56 до 69 місця. На дистанції 30 км змагався Родерік Так, який прийшов до фінішу 55-м. На естафеті 4 × 10 км чоловіча команда Великої Британії стала передостанньою 14-ю.
| Дисципліна                    | Спортсмен                                | Час       | Місце |
| ----------------------------- | ---------------------------------------- | --------- | ----- |
| 15 км (чоловіки)              | Фредерік Ендрю                           | 1'06:51.4 | 69    |
| 15 км (чоловіки)              | Девід Ріс                                | 1'03:06.8 | 66    |
| 15 км (чоловіки)              | Ендрю Морган                             | 1'02:20.9 | 62    |
| 15 км (чоловіки)              | Джон Мур                                 | 1'00:16.6 | 56    |
| 30 км (чоловіки)              | Родерік Так                              | 1'47:52.6 | 55    |
| естафета 4 × 10 км (чоловіки) | Джон Мур Джон Дент Девід Ріс Родерік Так | 2'42:55.8 | 14    |

## Санний спорт
На зимовій Олімпіаді 1964 року Британію представляли 2 саночників, що змагалися на одномісних санах. Кіт Шелленберг став 25-м з 38 учасників, а Гордон Портеус був дискваліфікований у другому заїзді. Також мав змагатися Казимеж Кей-Скшипецький, проте він загинув на олімпійській трасі за два тижні до початку Ігор.
| Спортсмен      | Дисципліна                | Заїзд 1 | Заїзд 1 | Заїзд 2         | Заїзд 2 | Заїзд 3 | Заїзд 3 | Заїзд 4 | Заїзд 4 | Всього          | Всього |
| Спортсмен      | Дисципліна                | Час     | Місце   | Час             | Місце   | Час     | Місце   | Час     | Місце   | Час             | Місце  |
| -------------- | ------------------------- | ------- | ------- | --------------- | ------- | ------- | ------- | ------- | ------- | --------------- | ------ |
| Гордон Портеус | одномісні сани (чоловіки) | 1:00.98 | 28      | дискваліфікація | –       | –       | –       | –       | –       | дискваліфікація | –      |
| Кіт Шелленберг | одномісні сани (чоловіки) | 58.69   | 26      | 59.06           | 25      | 58.14   | 26      | 58.87   | 27      | 3:54.76         | 25     |

## Фігурне катання
На змаганнях з фігурного катання Велику Британію представляли 5 спортсменів. Британські фігуристи показали посередній результат. У чоловічому змаганні Гайвел Еванс був 18-м, а Малкольм Кеннон — 20-м (серед 26 учасників). У жіночому катанні змагалися три британки — Саллі-Енн Стейплфорд зайняла 11-у сходинку, Керол-Енн Ворнер — 16-у, Діана Кліфтон-Піч — 18-у (серед 30-ти учасників).
| Спортсмени           | Змагання                    | CF | FS | Бали   | Places | Місце |
| -------------------- | --------------------------- | -- | -- | ------ | ------ | ----- |
| Малкольм Кеннон      | одиночне катання (чоловіки) | 18 | 24 | 1587.5 | 187    | 20    |
| Гайвел Еванс         | одиночне катання (чоловіки) | 15 | 22 | 1640.1 | 159    | 18    |
| Діана Кліфтон-Піч    | одиночне катання (жінки)    | 11 | 25 | 1711.7 | 152    | 18    |
| Керол-Енн Ворнер     | одиночне катання (жінки)    | 12 | 22 | 1692.9 | 162    | 16    |
| Саллі-Енн Стейплфорд | одиночне катання (жінки)    | 7  | 19 | 1757.9 | 108    | 11    |